# 우즈베키스탄군
우즈베키스탄군(우즈베크어: O'zbekiston Respublikasi Qurolli Kuchlari)은 육군과 국방부 산하의 공군과 방공군으로 구성된 우즈베키스탄의 통합 군대의 이름이다. 준군사 부대는 주 방위군, 국경수비대 그리고 강군을 포함한다. 그것은 중앙아시아에서 가장 크고 가장 강한 것으로 보고된다. 우즈베키스탄은 또한 제한된 성공과 불규칙적인 정부 지원만 가지고 있는 노력인 군대를 전문화하기 시작했다. 그러나 우즈베키스탄에서도 이러한 변화들은 그저 평범한 시작을 나타내며 대부분의 혜택은 전체 군대에 일률적으로 적용되기 보다는 소수의 정예 부대, 더 높은 준비 태세에 집중된다. 우즈베키스탄군은 비참할 정도로 불충분하지만 이웃 국가들보다 훨씬 뛰어나다.

## 역사

### 초기

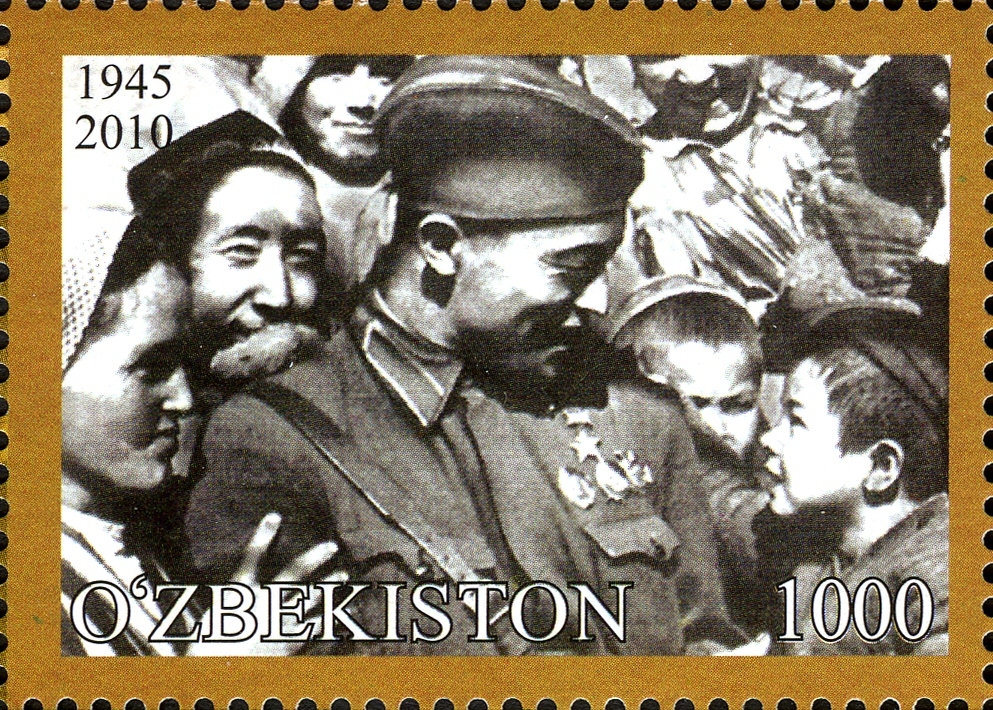
1945년 동부 전선에서 돌아온 우즈벡 붉은 군대 병사

우즈베키스탄의 수도 타슈켄트는 옛 소련 투르키스탄 군관구의 본부였으며, 1992년 2월 20일에 신설된 국방부가 구 사령부 직원들이 이전에 점령했던 사무실들을 인수했다. 우즈베크 소비에트 사회주의 공화국은 중앙아시아 다른 공화국들 중 가장 강력한 소련 군사력을 보유하고 있었으며, 자체적으로 통제하고 소련 내무부로부터 독립된 국내 내무부(MVD)를 운영했다.

### 군대 및 군사 기관의 설립
1992년 7월 2일, 대통령령이 국방부를 대체하기 위해 국방부를 설립했다. 그 후 몇 년 동안, 우즈베키스탄은 러시아 장교들을 우즈벡 민족으로 대체했고 군대를 국내 불안, 마약 거래, 그리고 히즈브 우타흐리르와 같은 목표에 집중하도록 재편성했다. 세 개의 주요 소련 군사 학교인 타슈켄트 전군 사령부 학교, 치르치크 전차 사령부와 공병 학교, 그리고 사마르칸트 군용 자동차 사령부 학교는 우즈베키스탄에 위치했다. 이것은 정부가 우즈베키스탄 장교들을 훈련을 위해 러시아에 보내지 않게 했다. 1994년, 그들은 모든 부서의 장교들을 훈련시키기 위해 합동 국군 사관학교를 설립했다. 우즈베키스탄어가 군대에 의해 사용되고 있지만, 대부분의 매뉴얼이 러시아어라는 사실 때문에 러시아어는 장교 훈련에서 사용되는 주요 언어로 남아 있었다. 그러나 오늘날 우즈베크어는 우즈베키스탄에서 유일한 공용어이기 때문에 국방 체계의 모든 영역에서 사용된다.

### 발전
1993년 10월, 이 법령에 의해 제105 근위 비엔나공수사단을 기초로 제2기동군단이 결성되고, 구 59군단을 기초로 제1육군단이 창설되었다. 1994년 1월 제108기동소총사단이 해체되고, 그 군부대가 제1육군단에 편입되었다. 해체된 연대는 기동보병, 산악포, 전차, 대공포 여단으로 대체되었다. 1994년 4월에는 공화국, 카라칼파크스탄, 타슈켄트 시 지역에 국방부, 시·구에 국방부가 도입되었다.
국방부에 민간인 카디르 굴리야모프가 임명된 후 군사개혁이 시행되었다. 소련식 연대구조가 교체되어 기본전투부대가 14명의 병사로 구성되었다. 미국형 모델에 기초한 "경비대" 부대도 구성되었다.
샤브카트 미르지요예프가 집권한 이후, 군은 현대 장비로 군의 재무장에 관여해 왔다.

### 활동 및 대외 관계
1997년 8월부터 9월까지 우즈베키스탄은 카자흐스탄과 우즈베키스탄에서 미국, 러시아, 우크라이나를 포함한 8개국 합동 훈련의 일환으로 중앙아시아대대(CENTRASBAT) 훈련에 참가했다. 2001년 9월 11일 공격 이후, 미국은 아프가니스탄과 국경을 접하고 있는 우즈베키스탄 남부의 카르시-카나바드 공군기지를 임대했다. 그곳의 미군 기지는 "캠프 아성채 자유"라고 불렸지만, 극장 직원들은 종종 "K2 공군기지"라고 불렀다.
2005년 5월, 군부는 안디잔 학살로 알려진 페르가나 분지의 도시 안디잔에서의 불안을 진압하는 데 관여했다. 결과적으로, 유럽 연합은 무기 판매를 금지했고, 그들이 살인에 대한 책임을 지고 있다고 비난하면서, 보안 책임자와 내무 및 국방 장관을 포함한 12명의 고위 관리들에게 1년간 비자 금지를 부과했다.